# Dražen Ladić
Dražen Ladić (Čakovec, 1. siječnja 1963.), bivši je hrvatski nogometaš, a sadašnji trener. Za vrijeme igračke karijere igrao je na položaju vratara.

## Igračka karijera

### Klupska karijera
Prvi klub u karijeri bio mu je varaždinski Varteks. Kasnije je branio za Iskru iz Bugojna u prvoj i drugoj SFRJ ligi, a s njom je osvojio i Srednjoeuropski kup 1985. godine. Zatim za zagrebački Dinamo u kojem je proveo čak 14 sezona odigravši ukupno 802 utakmice, više nego ijedan drugi igrač.

### Reprezentativna karijera
U reprezentaciji Hrvatske odigrao je 59 međunarodnih utakmica u razdoblju između 1990. i 2000. godine, a 1991. godine nastupio je i u dvije utakmice za reprezentaciju bivše Jugoslavije. Za Hrvatsku je Ladić debitirao 17. listopada 1990. godine u Zagrebu, u prvoj povijesnoj prijateljskoj utakmici hrvatske nogometne reprezentacije od uspostave neovisnosti protiv reprezentacije SAD-a, u kojoj je Hrvatska pobijedila s 2:1. Nastupio je i na Euru 1996. godine u Engleskoj te na SP-u 1998. godine u Francuskoj, gdje je hrvatska reprezentacija osvojila brončanu medalju u svom prvom nastupu na svjetskim nogometnim prvenstvima. Ladić je bio jedan od ako ne i najbolji hrvatski igrač tog turnira iskazavši se sjajnim obranama iako je u pripremnom razdoblju iskazao veliku nesigurnost i imao nekoliko velikih pogreški. 
Posljednji službeni nastup u svojoj igračkoj karijeri zabilježio je 28. svibnja 2000. godine odigravši simboličnih 10 minuta (10 godina u reprezentaciji) u prijateljskoj utakmici hrvatske reprezentacije s Francuskom u Zagrebu. Na leđima mu je bio broj nastupa za Hrvatsku, 59.

## Trenerska karijera
Od kolovoza 2006. godine obnašao je dužnost izbornika hrvatske reprezentacije za igrače do 21 godine starosti. Krajem siječnja 2011. godine dobio je otkaz nakon skandala u kojem je otkriveno njegovo navodno lažiranje police auto-osiguranja. Od 2018. godine pomoćni je trener u stožeru hrvatske nogometne reprezentacije.

## Priznanja
- Svjetsko prvenstvo Francuska 1998. – brončano odličje
- Svjetsko prvenstvo Rusija 2018. – srebrno odličje
- Svjetsko prvenstvo Katar 2022. – brončano odličje
- UEFA Liga nacija 2022./23. – srebrno odličje
- Red Danice hrvatske s likom Franje Bučara – Predsjednik Republike Hrvatske dr. Franjo Tuđman u prigodi Dana državnosti i pete obljetnice samostalne i suverene države Hrvatske, 28. svibnja 1995. odlikovao je hrvatske sportaše za osobite zasluge u športu.[5]
- Državna nagrada za šport "Franjo Bučar" – Kao član reprezentacije 1998. godine
- Red hrvatskog trolista – Predsjednik Republike Hrvatske Franjo Tuđman u srpnju 1998. primio je i odlikovao reprezentativce, članove stožera i logistike reprezentacije: "za izniman uspjeh hrvatske nogometne reprezentacije, za osvjedočenu srčanost, požrtvovnost i viteštvo u športskom nadmetanju, u osvajanju 3. mjesta na 16. Svjetskom nogometnom prvenstvu u Francuskoj 1998.":[6]
- Red Danice hrvatske s likom Franje Bučara – Predsjednica Republike Hrvatske Kolinda Grabar-Kitarović u studenom 2018. primila je i odlikovala reprezentativce i članove stožera i logistike reprezentacije: "za izniman, povijesni uspjeh hrvatske nogometne reprezentacije, osvjedočenu srčanost i požrtvovnost kojima je vratio vjeru u uspjeh, optimizam i pobjednički duh i ispunio ponosom sve hrvatske navijače diljem svijeta, za isticanje najvrednijih profesionalnih i humanih kvaliteta, iskazano zajedništvo i domoljubni ponos u promociji sporta i međunarodnog ugleda Republike Hrvatske, te osvajanju srebrne medalje na 21. Svjetskom nogometnom prvenstvu u Ruskoj Federaciji".[7]
- Povelja Republike Hrvatske – Predsjednik Republike Hrvatske Zoran Milanović u svibnju 2024. primio je i odlikovao igrače i članove stručnog stožera hrvatske nogometne reprezentacije te članove delegacije HNS-a koji su pridonijeli osvajanju 3. mjesta na Svjetskom nogometnom prvenstvu u Kataru 2022. godine.[8]

## Zanimljivosti
- Ladić i Marjan Mrmić, uz ekonoma Mladena Pilčića, jedini su osvojili sve tri medalje hrvatske nogometne reprezentacije na Svjetskim prvenstvima. Prvu su osvojili kao igrači, a druge dvije kao pomoćni trener (Ladić) i trener vratara (Mrmić) Dalićeve Hrvatske.[9]